# Lissodendoryx multiformis
Lissodendoryx multiformis är en svampdjursart som först beskrevs av Brøndsted 1932.  Lissodendoryx multiformis ingår i släktet Lissodendoryx och familjen Coelosphaeridae. Inga underarter finns listade i Catalogue of Life.